# Mostafa Asal
Mostafa Asal (in arabo مصطفى عسل‎?; Il Cairo, 9 maggio 2001) è un giocatore di squash egiziano.

## Carriera
Mostafa Asal ha vinto il British Junior Open 2018, il Mar del Plata Open 2018, il Regatas Resistencia Open 2018, e le PSA World Tour Finals 2021, 2022, 2023 e l'US Open 2021.
Nel gennaio 2021, Asal ha accettato una sospensione di due mesi dal PSA, a seguito di questioni disciplinari in campo.
Asal ha raggiunto la semifinale del campionato mondiale di squash 2022, dove ha perso contro il vincitore dell'evento Ali Farag.
Nel marzo 2023 Asal è stata sospeso per la seconda volta dal PSA per sei settimane per violazione del codice di condotta, ricevendo anche una multa di 2000 sterline.
Qualche mese dopo, è tornato come testa di serie n.1 per il campionato mondiale di squash 2022 e ha raggiunto la semifinale prima di essere eliminato da Ali Farag.